# Nachbau (Saatgut)
Nachbau ist eine Form der Saatgutgewinnung durch Landwirte im eigenen Betrieb: Das so erzeugte Saatgut wird als „Nachbau“, zum Nachbau geeignete Sorten werden als „samenfest“ bezeichnet.
Nach § 10a des bundesdeutschen Sortenschutzgesetzes ist Nachbau „Erntegut, das ein Landwirt durch Anbau von Vermehrungsmaterial (...) im eigenen Betrieb gewonnen hat und dort als Vermehrungsmaterial verwendet“. Der Nachbau sortenrechtlich geschützten Saatguts ist gestattet („Landwirteprivileg“), wenn der Landwirt an den Inhaber des Sortenrechts eine „Nachbaugebühr“ zahlt und ihm gegenüber gewissen Auskunftspflichten nachkommt. Kleinlandwirte sind von der Nachbaugebührenpflicht befreit.

## Beschränkungen von Nachbau
Moderne Zuchtsorten unterliegen meist einem Verbot der Eigenvermehrung, da nur durch den wiederholten Neukauf von Saatgutes die für Forschung und Züchtung verwendeten hohen Aufwendungen finanziert werden können.
Das Thema „Nachbau von Saatgut“ wird seit Jahren kontrovers diskutiert: Organisationen, welche die Interessen der nicht-industriellen Landwirtschaft vertreten, etwa die ABL, sprechen sich regelmäßig dagegen aus, das Recht der Landwirte auf einen „freien Nachbau“ der von ihnen bereits verwendeten Sorten einzuschränken. Sollte es zu einer großflächigen Freisetzung von gentechnisch veränderten Sorten von Kulturpflanzen wie Raps oder Wintergetreide kommen, dann werde, so sagen auch Vertreter des Deutschen Bauernverbandes, ein eigener Nachbau aus patentrechtlichen Gründen nicht mehr möglich sein, wodurch es zu erheblichen zusätzlichen Belastungen für die Betriebe kommen würde.

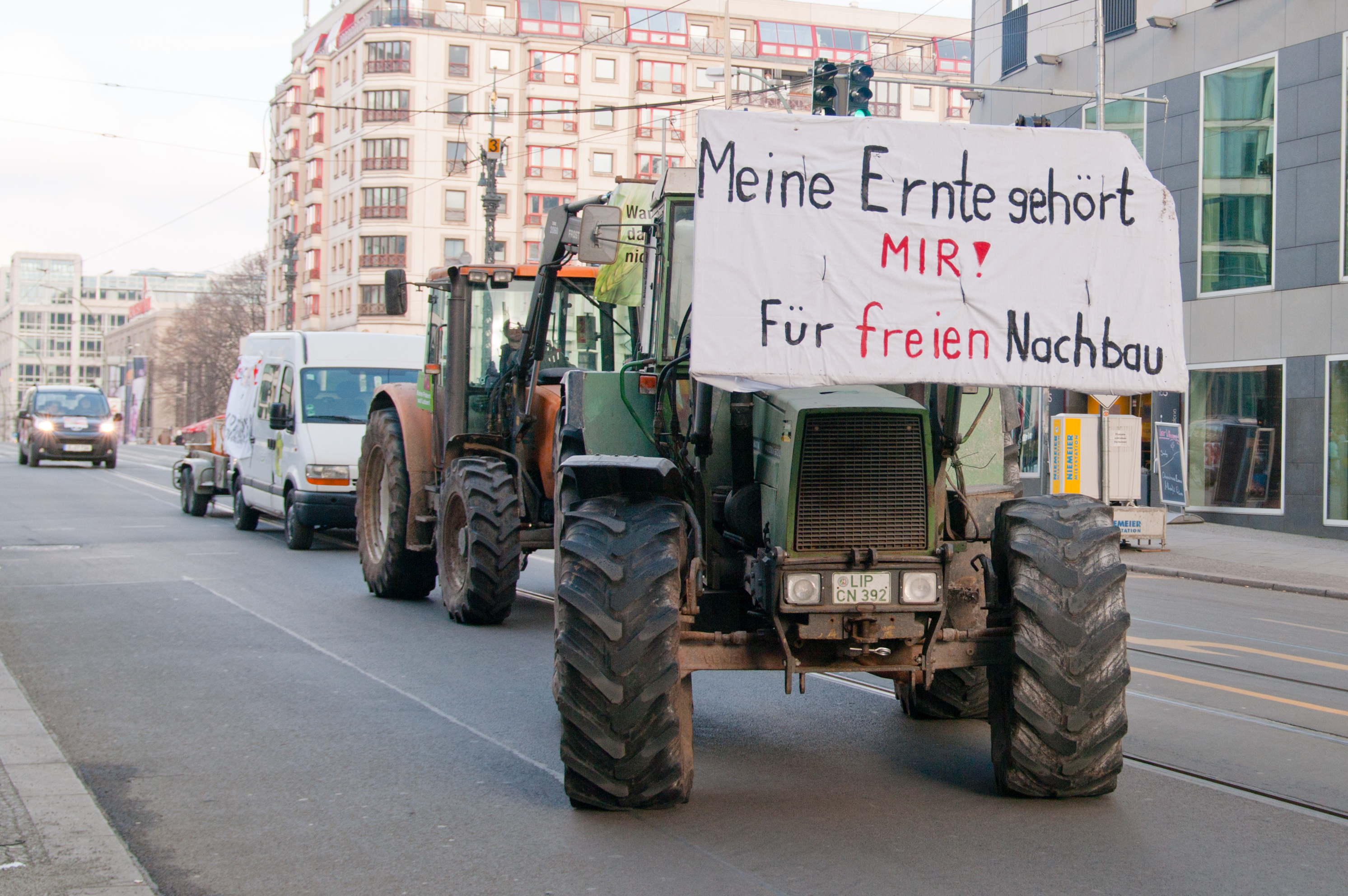
Plakat für freien Nachbau auf der Demonstration Wir haben es satt! 2013

Nachbau wird bei modernen Sorten nicht nur über Sorten- und Patentschutz durch Gebühren erschwert, sondern auch durch genetische Mechanismen, die heute in der Pflanzenzüchtung sowohl in mittelständischen Zuchtbetrieben,  als auch in großen Saatgutkonzernen üblich sind. Solche auf hohe Leistungsfähigkeit gezüchteten „Hybridsorten“, die mittels Kreuzung von Inzuchtlinien erzeugt werden, sind nicht samenfest. Die gleiche Hybridsorte kann in der nächsten Vermehrungsfolge nur durch die erneute Kreuzung der Inzuchtlinien erzeugt werden.
Um Sortenschutz und Patentrechte zu umgehen, können „freie“ Sorten verwendet werden: Als „freie Sorten“ oder auch „freies Saatgut“ werden Pflanzensamen und die hieraus wachsenden Pflanzen bezeichnet, die gemäß den Bestrebungen verschiedener Initiativen für jeden Menschen bedingungslos zu jedweder möglicher Nutzung freigegeben sind.  Meist handelt es sich dabei aber um ältere Sorten mit geringerer Leistungsfähigkeit.  